# Tortona (stacja kolejowa)
Tortona (włoski: Stazione di Tortona) – stacja kolejowa w Tortonie, w prowincji Alessandria, w regionie Piemont, we Włoszech. Znajduje się na linii Alessandria-Piacenza, Tortona-Novi Ligure, Tortona-Genua.

## Historia
Stacja została otwarta w 1858 r. po ukończeniu linii Aleksandria - Piacenza  oraz otwarciu linii do Novi Ligure.
W 1916 roku została otwarta linia Tortona - Arquata Scrivia.